# April 2004
| April 2004 |
| Månader under 2004: Januari · Februari · Mars · April · Maj · Juni · Juli · Augusti · September · Oktober · November · December ← December 2003 · Januari 2005 → |

## Lördagenden24 april2004
- Svensken Martin de Knijff, 32, vinner 21 miljoner kronor i världens största pokertävling, World Poker Tour, i Las Vegas.[1]

## Fredagenden30 april2004
- Henrik Larsson tackar ja till att spela i Fotbolls-EM 2004.[2]